# Estelle Evans
Estelle Rolle Evans (Nasáu, 1 de octubre de 1906 - Nueva York, 20 de julio de 1985) fue una actriz estadounidense nacida en las Bahamas. Es reconocida por formar parte del elenco principal de Matar a un ruiseñor (1962) de Robert Mulligan
Evans era hermana de las actrices Rosanna Carter y Esther Rolle.

## Biografía
Evans nació el 1 de octubre de 1906 en Nassau, Bahamas, de padres Jonathan y Elizabeth Iris Rolle (de soltera Dames). Ella era la mayor de 18 hermanos. 
Evans interpretó a Calpurnia en la versión cinematográfica de 1962 de Matar a un ruiseñor y actuó en otras películas y programas de televisión importantes. Por su trabajo en The Learning Tree, recibió el premio NAACP Image Award a la mejor actriz.
Evans murió el 20 de julio de 1985 en la ciudad de Nueva York y fue enterrada en el Cementerio Comunitario de Westview en Pompano Beach, Florida. Tenía 78 años.

## Vida personal
Evans estaba casada con Walter Evans y ambos tenían tres hijas. 